# Pacifico Valussi
Pacifico Valussi (Talmassons, 30 novembre 1813 – Udine, 28 agosto 1893) è stato un giornalista e politico italiano.

## Biografia
Laureato in Matematica a Padova nel 1836, vive in vari periodi a Venezia, Trieste, Milano, Firenze e Udine in cui si stabilisce definitivamente nel 1866. Fu collaboratore e poi fondatore e direttore di diversi giornali:
- La Favilla (Trieste) nel 1838
- L'Osservatore Triestino, (Trieste), direttore
- Fatti e parole (Venezia) nel 1848
- Il Precursore, (Venezia), direttore
- Gazzetta di Venezia (Venezia), direttore dal 1848 al 1849
- Il Friuli, (Udine), direttore dal 1849 al 1851
- L'Annotatore friulano, (Udine), direttore dal 1853 al 1859
- La Perseveranza (Milano), tra i fondatori e direttore dal 1859 al 1866.
- La Gazzetta del popolo, (Firenze) nel 1865
- Il Giornale di Udine, (Udine) fondato nel 1866

Politicamente di tendenza liberale conservatore, laico ed anticlericale fu deputato per la Destra storica al parlamento italiano nelle legislature IX, X e XI, dal 1866 al 1874.

## Opere
- Pacifico Valussi e Carlo Cattaneo: Notizie naturali e civili del Friuli “Il Crepuscolo” 1852